# Арсенал (бренд)
«Арсенал» — торговая марка пива, которое принадлежит Славутич, Carlsberg Group и производится на Украине на производственных мощностях компании (ПБК «Славутич» (Запорожье), Пивзавода «Славутич» (Киев) и Львовской пивоварни).

## Сорта
- «Арсенал Светлое» — Плотность: 11,0 %. Алк.об.: 4,4 %. Тара: бутылка 0,5л, бутылка 1л, бутылка 2л.
- «Арсенал Крепкое» — Плотность: 16,0 %. Алк.об.: 7,4 %. Тара: бутылка 0,5л, бутылка 1л, бутылка 2л.

Пиво «Арсенал Светлое» относится к светлым сортам пива типа «лагер». Согласно информации производителя, это пиво изготовляется по рецептуре классического чешского пива и варится из высококачественного ячменного солода, хмеля и лучшей воды.
Пиво «Арсенал Крепкое» относится к сортам пива с повышенным содержанием алкоголя, который образуется в напитке естественным путём в процессе брожения, как утверждает производитель.

## История
Торговая марка была выведена на рынок холдингом BBH, которому к тому времени принадлежали ПБК «Славутич» и «Львовская пивоварня», в ноябре 2003 года после начала производства пива «Арсенал Светлое». Уже со следующего месяца ассортимент торговой марки пополнился сортом повышенной крепкости — «Арсенал Крепкое». Разлив этих сортов осуществлялся в стеклянные бутылки по 0,5 л. и ПЕТ-бутылки 1 л. и 2 л.
В июне 2004 года было официально открыт Киевский пивоваренный завод «Славутич». К этому событию был приурочен выпуск нового сорта — «Арсенал киевское фирменное», который, впрочем, недолго просуществовал на рынке.
В сентябре 2007 года начался разлив пива ТМ «Арсенал» в ПЕТ-Бутылки 2,5 л. (вместо 2 л.).

## Маркетинг
ТМ «Арсенал» позиционируется производителем как пиво средней ценовой категории. Основное ударение в маркетинговых коммуникациях строится вокруг лозунга торговой марки — «Пиво настоящих мужчин». В 2007 году было заключено соглашение с известным украинским спортсменом, обладателем титула «Сильнейший человек мира-2004» Василием Вирастюком, который стал «лицом» торговой марки.

## Доля рынка
Согласно информации производителя, по итогам 2008 года ТМ «Арсенал» принадлежит 3,8 % украинского рынка пива, а в первом полугодии 2009 года доля рынка составила 3,6 % .